# Gazzo Veronese
Gazzo Veronese är en ort och kommun i provinsen Verona i regionen Veneto i Italien. Kommunen hade 5 314 invånare (2018).